# سولداتوو
سولداتوو (به لاتین: Soldatovo) یک منطقهٔ مسکونی در روسیه است که در سرزمین آلتای واقع شده‌است.